# Коханівська сільська рада (Кам'янський район)
Кохані́вська сільська́ ра́да — адміністративно-територіальна одиниця та орган місцевого самоврядування в Кам'янському районі Черкаської області. Адміністративний центр — село Коханівка.

## Загальні відомості
- Населення ради: 257 осіб (станом на 2001 рік)

## Населені пункти
Сільській раді були підпорядковані населені пункти:
- с. Коханівка

## Склад ради
Рада складалася з 12 депутатів та голови.
- Голова ради: Гончаров Володимир Петрович

### Керівний склад попередніх скликань
| Прізвище, ім'я, по батькові | Основні відомості                                                         | Дата обрання | Дата звільнення |
| --------------------------- | ------------------------------------------------------------------------- | ------------ | --------------- |
| Кузява Тетяна Володимирівна | Сільський голова, 1961 року народження, позапартійна                      | 26.03.2006   | 31.10.2010      |
| Гончаров Володимир Петрович | Сільський голова, 1953 року народження, освіта вища, член Партії регіонів | 31.10.2010   |                 |

Примітка: таблиця складена за даними сайту Верховної Ради України

### Депутати
За результатами місцевих виборів 2010 року депутатами ради стали:

#### За суб'єктами висування
| Суб'єкт висування                | Кількість обраних депутатів | %   |
| -------------------------------- | --------------------------- | --- |
| Самовисування                    | 9                           | 75  |
| Єдиний Центр                     | 1                           | 8,3 |
| Народна партія                   | 1                           | 8,3 |
| Політична партія «Нова політика» | 1                           | 8,3 |

#### За округами
| № округу                         | Прізвище, ім'я, по батькові      | Дата визнання обраним | Освіта             | Партійна приналежність                 | Відомості про обраного депутата                         |
| -------------------------------- | -------------------------------- | --------------------- | ------------------ | -------------------------------------- | ------------------------------------------------------- |
| Єдиний Центр                     |                                  |                       |                    |                                        |                                                         |
| 3                                | Бабенко Олександр Борисович      | 01.11.2010            | середня            | позапартійний                          | тимчасово не працює                                     |
| Народна Партія                   |                                  |                       |                    |                                        |                                                         |
| 11                               | Миколенко Наталія Григорівна     | 01.11.2010            | середня            | член Народної партії                   | тимчасово не працює                                     |
| Політична партія «Нова політика» |                                  |                       |                    |                                        |                                                         |
| 5                                | Розанова Мар'яна Борисівна       | 01.11.2010            | середня спеціальна | позапартійна                           | тимчасово не працює                                     |
| Самовисування                    |                                  |                       |                    |                                        |                                                         |
| 1                                | Мельник Леся Вікторівна          | 01.11.2010            | середня спеціальна | позапартійна                           | Сільська рада, секретар                                 |
| 2                                | Телевна Наталія Олексіївна       | 01.11.2010            | середня спеціальна | позапартійна                           | тимчасово не працює                                     |
| 4                                | Погорілий Петро Васильович       | 01.11.2010            | середня спеціальна | позапартійний                          | фермерське господарство «Агросвіт», тракторист          |
| 6                                | Миколенко Вадим Петрович         | 01.11.2010            | середня            | позапартійний                          | фермерське господарство «Агросвіт», виконавчий директор |
| 7                                | Миколенко Наталія Іванівна       | 01.11.2010            | середня            | член Політичної партії «Нова політика» | фермерське господарство «Агросвіт», обліковець          |
| 8                                | Будак Валерій Анатолійович       | 01.11.2010            | середня спеціальна | позапартійний                          | фермерське господарство «Агросвіт», охоронець           |
| 9                                | Касян Василь Якович              | 01.11.2010            | середня            | позапартійний                          | фермерське господарство «Агросвіт», охоронник           |
| 10                               | Громадський Володимир Васильович | 01.11.2010            | середня спеціальна | позапартійний                          | тимчасово не працює                                     |
| 12                               | Миколенко Олег Петрович          | 01.11.2010            | середня            | позапартійний                          | фермерське господарство «Агросвіт», тракторист          |